# Fairmead
Fairmead es un lugar designado por el censo ubicado en el condado de Madera en el estado estadounidense de California. En el año 2010 tenía una población de 1.447 habitantes.

## Geografía
Fairmead se encuentra ubicado en las coordenadas 37°4′42″N 120°11′46″O / 37.07833, -120.19611.